# اقتصاد زامبيا
زامبيا هي واحدة من أكثر دول أفريقيا جنوب الصحراء تمدداً حضرياً. ويتركز حوالي نصف سكان البلاد البالغ عددهم 11.5 مليون شخص في عدد قليل من المناطق الحضرية على طول ممرات النقل الرئيسية، في حين أن المناطق الريفية قليلة السكان. البطالة والبطالة المقنعة مشاكل خطيرة. وقد تضاعف الناتج المحلي الإجمالي الوطني في الواقع منذ الاستقلال، ولكن يرجع ذلك في جزء كبير منه إلى ارتفاع معدلات المواليد والإيدز في الدخل السنوي للفرد حالياً في حوالي ثلثي مستوياتها في الاستقلال. وهذا الانخفاض في الناتج المحلي الإجمالي للفرد الواحد، حوالي 1400 دولار يضع البلاد في قائمة أفقر الدول. لكن المؤشرات الاجتماعية آخذة في التحسن.
احتلت زامبيا المركز 118 في  مؤشر الابتكار العالمي عام 2023. لكنها تقدمت للمركز 116 في مؤشر عام 2024.

## التاريخ

### 1968
جاء التحول الرئيسي في هيكل اقتصاد زامبيا مع إصلاحات مولونجوشي في أبريل 1968حيث أعلنت الحكومة عن عزمها في الاستحواذ على حيازات أسهم شركات التعدين الكبرى. وبحلول يناير 1970، امتلكت زامبيا حصة الأغلبية من شركتي التعدين الرئيسيتين، شركة الأنجلو أمريكية. وRhodesian Selection Trust ‏.
في عام 1973، تبع الارتفاع الهائل في أسعار النفط انخفاض في أسعار النحاس مما أدى إلى انخفاض عائدات الصادرات. وكان النحاس في ذلك الوقت يمثل 95٪ من إجمالي عائدات الصادرات. وبحلول عام 1976، عانت زامبيا من أزمة في ميزان المدفوعات، وسرعان ما أصبحت مدينة بشكل كبير لصندوق النقد الدولي. 

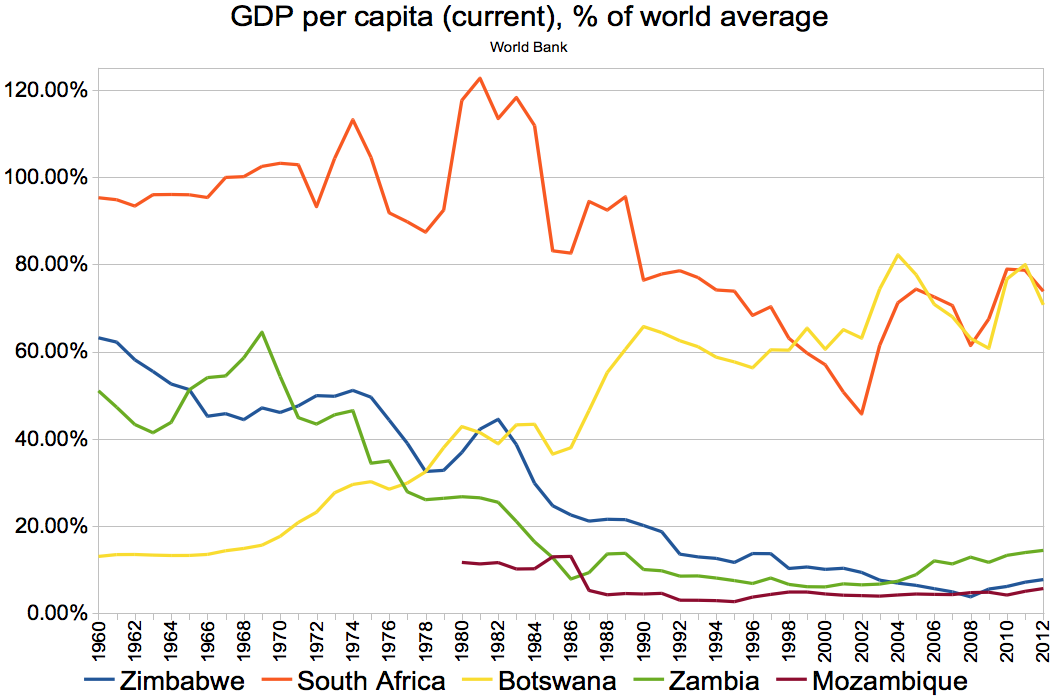
نصيب الفرد من الناتج المحلي الإجمالي في زامبيا مقارنة بالدول المجاورة (المتوسط العالمي = 100)

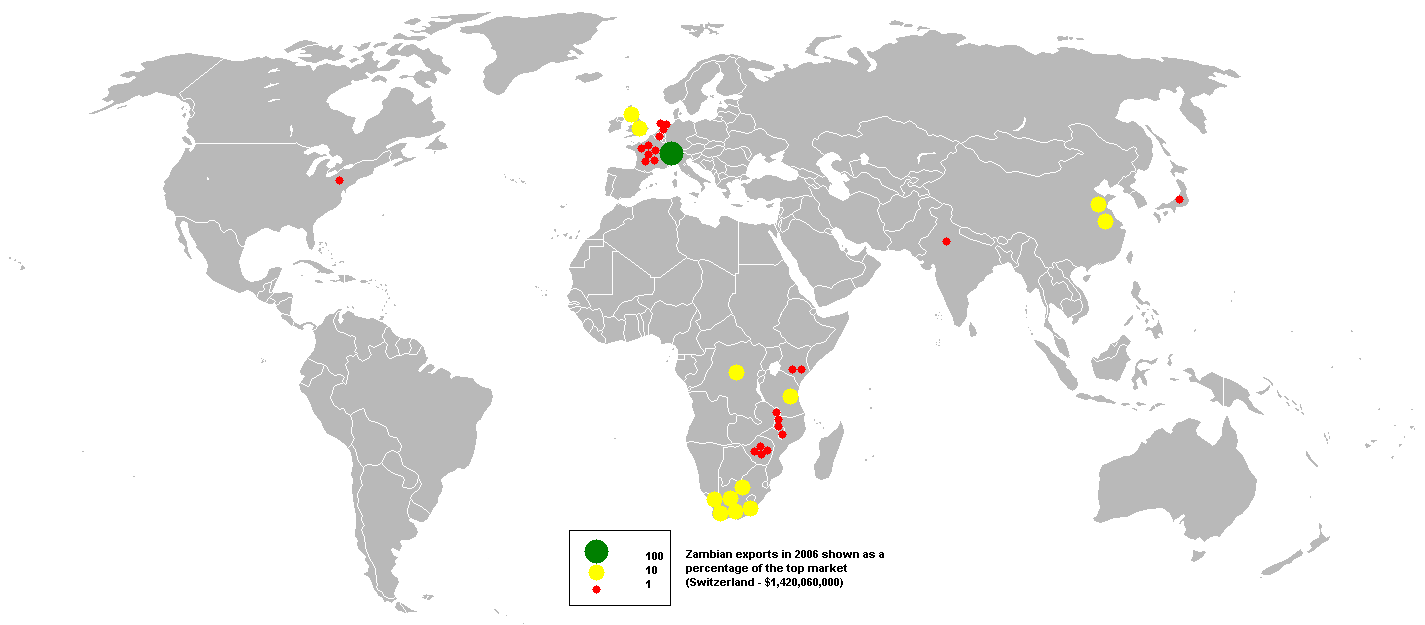
وجهات تصدير زامبيا في 2006

بحلول منتصف الثمانينيات من القرن الماضي، كانت زامبيا واحدة من أكثر الدول مديونية في العالم، بالنسبة إلى ناتجها المحلي الإجمالي. وكان صندوق النقد الدولي يصر على أن الحكومة الزامبية يجب أن تقدم برامج يهدف إلى إعادة استقرار الاقتصاد وإعادة هيكلته لتقليل الاعتماد على النحاس. وتضمنت الإجراءات المقترحة: إنهاء ضوابط الأسعار وتخفيض قيمة الكواشا؛ تقليص الإنفاق الحكومي ؛ إلغاء دعم المواد الغذائية وزيادة أسعار المنتجات الزراعية. وتسبب إلغاء كينيث كاوندا للدعم الغذائي في حدوث زيادات هائلة في أسعار المواد الغذائية الأساسية ؛فقام قام سكان البلاد بأعمال شغب فترك كاوندا برنامج صندوق النقد الدولي في مايو 1987 وقدّم برنامجًا جديدًا للانتعاش الاقتصادي في عام 1988. ولكن اضطر في النهاية إلى التفاوض مع صندوق النقد الدولي في عام 1989. وفي عام 1990، اضطر إلى اتخاذ سياسة كبيرة حيث أعلن عن نيته خصخصة الشركات شبه الحكومية.

### حكومة فريدريك شيلوبا
التزمت حكومة فريدريك تشيلوبا، التي وصلت إلى السلطة بعد انتخابات ديمقراطية متعددة الأحزاب في نوفمبر 1991، بإصلاحات اقتصادية واسعة مثل خصخصة الشركات الحكومة وإلغاء ضوابط الصرف وإقرار مبادئ السوق الحرة  ولكن لم تعالج عددة قضايا مثل تقليص حجم القطاع العام، الذي لا زال يمثل 44٪ من القوة العاملة.
تأهلت زامبيا لـمبادرة البلدان الفقيرة المثقلة بالديون في عام 2000، وهذا من شأنه أن يوفر حلاً طويلا لديون زامبيا. وفي يناير 2003، أبلغت الحكومة الزامبية لصندوق النقد الدولي و البنك الدولي، أنها ترغب في إعادة التفاوض على بعض معايير التي تدعو إلى خصخصة Zambia National Commercial Bank ‏ وشركة الكهرباء الوطنية.

## النحاس
يعتمد  الاقتصاد الزامبي تاريخيًا على تعدين النحاس. بلغ إنتاج النحاس ذروته في عام 1969 حيث بلغت 720 ألف طن، وبحلول عام 1998، انخفض إنتاج النحاس إلى مستوى منخفض بلغ 228000 طن، واستمرار انخفاض الإنتاج لمدة 30 عامًا بسبب نقص الاستثمار. وفي عام 2001 سجلت زامبيا عامها الأول من زيادة الإنتاجية منذ عام 1973. وكان مستقبل تدين النحاس في عام 2002 موضع شك عندما أعلن المستثمرون في أكبر منجم للنحاس في زامبيا عن نيتهم في سحب استثماراتهم. ومع ذلك، أدى ارتفاع أسعار النحاس من عام 2004 إلى يومنا هذا إلى تنشيط الاهتمام الدولي بقطاع النحاس. أصبحت الصين في 2007 المستثمر الرئيسي في قطاع التعدين.
يعد تعدين النحاس اليوم أمرًا محوريًا بالنسبة للاقتصاد حيث يشكل 85 ٪ من جميع صادرات البلاد،  ولكن لا تزال هناك مخاوف من أن الاقتصاد ليس متنوعًا بدرجة كافية للتعامل مع انهيار أسعار النحاس.

## الزراعة
تساهم الزراعة ب19٪ من الناتج المحلي الإجمالي. ويعمل بها 75٪ من القوة العمالة. الذرة هو المحصول النقدي الرئيسي. وتشمل المحاصيل الأخرى فول الصويا، القطن، السكر، بذور عباد الشمس، القمح، الدخن، البفرة، والتبغ. ولدى زامبيا القدرة على زيادة إنتاجها الزراعي بشكل كبير؛ حاليًا ، 15٪ من الأراضي الصالحة للزراعة مزروعة.

## التضخم
بلغ معدل التضخم 32٪ في عام 2000 ؛ وفي منتصف عام 2001 إلى أواخره، أصبحت الإدارة المالية في زامبيا أكثر تحفظًا. ونتيجة لذلك، كان معدل التضخم في نهاية عام 2001 أقل من 20٪. ثم في عام 2002 ارتفع التضخم إلى 26.7٪. ومع ذلك، بلغ معدل التضخم 8٪ في عام 2007، وهي المرة الأولى منذ 30 عامًا التي ينخفض فيها معدل التضخم تحت 10٪. وفي 27 يناير 2011، أفاد المكتب المركزي للإحصاء أن التضخم ارتفع إلى 9 ٪. بين أبريل 2019 وأبريل 2020، ارتفع معدل التضخم السنوي في زامبيا  من 14٪ إلى 15.7٪.

## إحصائيات
يبين الجدول التالي أهم المؤشرات الاقتصادية 1980-2017.
| السنة                                                            | 1980     | 1985      | 1990      | 1995      | 2000      | 2005      | 2006      | 2007      | 2008      | 2009      | 2010      | 2011      | 2012      | 2013      | 2014      | 2015      | 2016      | 2017      |
| ---------------------------------------------------------------- | -------- | --------- | --------- | --------- | --------- | --------- | --------- | --------- | --------- | --------- | --------- | --------- | --------- | --------- | --------- | --------- | --------- | --------- |
| الناتج المحلي الإجمالي بمليارات الدولارات (تعادل القوة الشرائية) | 8.0 Bln. | 10.6 Bln. | 13.3 Bln. | 13.5 Bln. | 17.6 Bln. | 26.6 Bln. | 29.6 Bln. | 33.0 Bln. | 36.2 Bln. | 39.9 Bln. | 44.5 Bln. | 47.9 Bln. | 52.6 Bln. | 56.1 Bln. | 59.8 Bln. | 62.2 Bln. | 65.3 Bln. | 68.9 Bln. |
| نصيب الفرد (تعادل القوة الشرائية)                                | 1,356    | 1,526     | 1,655     | 1,461     | 1,659     | 2,212     | 2,393     | 2,587     | 2,761     | 2,951     | 3,197     | 3,342     | 3,555     | 3,679     | 3,802     | 3,836     | 3,908     | 3,996     |
| النمو                                                            | 3.9 %    | 1.2 %     | −0.6 %    | 2.9 %     | 3.9 %     | 7.2 %     | 7.9 %     | 8.4 %     | 7.8 %     | 9.2 %     | 10.3 %    | 5.6 %     | 7.7 %     | 5.0 %     | 4.7 %     | 2.9 %     | 3.7 %     | 3.6 %     |
| التضخم (بالنسبة المئوية)                                         | 11.7 %   | 37.4 %    | 109.6 %   | 34.9 %    | 5.1 %     | 18.3 %    | 9.0 %     | 10.7 %    | 12.4 %    | 13.4 %    | 8.5 %     | 8.7 %     | 6.6 %     | 7.0 %     | 7.8 %     | 10.1 %    | 17.9 %    | 6.6 %     |
| الدين (نسبة مئوية من الناتج الإجمالي)                            | ...      | ...       | ...       | ...       | 261 %     | 76 %      | 25 %      | 22 %      | 19 %      | 21 %      | 19 %      | 21 %      | 25 %      | 27 %      | 36 %      | 62 %      | 61 %      | 62 %      |